# Rappaport Ottó
Rappaport Ottó (Nagyvárad, 1921. július 20. – Tel-Aviv, 1993. december 2.) újságíró, színházi rendező, szerkesztő.

## Életútja
Szülővárosában érettségizett (1940). A második világháború alatt munkaszolgálatos. Az Egység című antifasiszta kolozsvári zsidó hetilap belső munkatársa (1946–49), kritikái jelentek meg az Utunk, Igaz Szó, Korunk, Új Élet, Vörös Lobogó, Igazság, Előre hasábjain. A kolozsvári, marosvásárhelyi, aradi színházak rendezője (1949–69). Nagy sikert ért el Madách Imre Az ember tragédiája című darabjának eredeti rendezésével, melyről a Bolyai Tudományegyetem magyar irodalmi tanszékén előadást is tartott. 
1974-ben Izraelbe költözött. A Kolozsvárról oda áttelepedett Új Kelet belső munkatársa (1974-től), főszerkesztője (1976–90). A Tel-Avivban 1988 óta megjelenő Kútfő című magyar nyelvű irodalmi, művészeti és társadalmi folyóiratnak alapító főszerkesztője; a szerkesztőbizottságba bevonta Erdélyből Kányádi Sándort, Méliusz Józsefet és Sütő Andrást, akiktől írásokat is közölt a népek megbékélése szellemében. 1976-tól a Bar Ilan izraeli egyetem tanára.
Izraelben jelent meg két kötete: A vak szemtanú (cikkek, Tel-Aviv 1982) és A csend kiáltása (napló, 1985).

## Művei
- A vak szemtanú. Hétköznapok, ünnepek, arcok, maszkok; Hid, Tel-Aviv, 1982

- A csend kiáltása. Tíz éve válogatott naplói; Hid, Tel-Aviv, 1985